# Тітіріджі сіроволий
Тітірі́джі сіроволий (Hemitriccus diops) — вид горобцеподібних птахів родини тиранових (Tyrannidae). Мешкає в Південній Америці.

## Поширення і екологія
Сіроволі тітіріджі поширені від південного сходу Баїї (Бразилія) до східного Парагваю і аргентинської провінції Місьйонес. Вони живуть в атлантичному лісі. Зустрічаються на висоті до 1300 м над рівнем моря.